# Lee Emanuel
Lee Emanuel (né le 24 janvier 1985 à Hastings) est un athlète britannique, spécialiste du demi-fond.

## Palmarès
| Date | Compétition                    | Lieu      | Résultat | Épreuve | Temps         |
| ---- | ------------------------------ | --------- | -------- | ------- | ------------- |
| 2015 | Championnats d'Europe en salle | Prague    | 2e       | 3 000 m | 7 min 44 s 48 |
| 2016 | Championnats du monde en salle | Portland  | 6e       | 3 000 m | 8 min 00 s 06 |
| 2016 | Championnats d'Europe          | Amsterdam | 6e       | 1 500 m | 3 min 47 s 57 |
| 2017 | Championnats d'Europe en salle | Belgrade  |          | 3 000 m |               |

## Records
| Épreuve      | Épreuve      | Performance   | Lieu       | Date            |
| ------------ | ------------ | ------------- | ---------- | --------------- |
| 1 500 mètres | En plein air | 3 min 36 s 29 | Swarthmore | 16 mai 2016     |
| 1 500 mètres | En salle     | 3 min 35 s 66 | Birmingham | 21 février 2015 |